# Robert Solow
Robert Solow (anglès: Robert Merton Solow)  (Brooklyn, 23 d'agost de 1924 - Lexington, 21 de desembre de 2023) va ser un economista i professor universitari estatunidenc guardonat amb el Premi del Banc de Suècia «Nobel» d'Economia l'any 1987.

## Biografia
Va néixer el 23 d'agost de 1924 a la ciutat de Nova York, en una família d'arrels jueves. Es va educar en les escoles públiques de la ciutat i des de nen va destacar acadèmicament. El setembre del 1940 va ingressar a la Universitat Harvard amb una beca, universitat en la qual va estudiar, entre altres matèries, sociologia, antropologia i economia elemental. El 1942 va abandonar la universitat i es va allistar a l'exèrcit, servint al nord d'Àfrica i Sicília durant la Segona Guerra Mundial. Al retornar a Harvard va estudiar sota la direcció de Wassily Leontief, graduant-se l'any 1947 i assolint el doctorat l'any 1951.
El 1949 obtingué una plaça com a professor de la Universitat de Colúmbia, on va conèixer George Stigler, i el 1950 va esdevenir professor a l'Institut Tecnològic de Massachusetts, ocupant la càtedra d'economia fins a l'any 1995.
Durant la seva estada a Harvard va col·laborar amb Wassily Leontief calculant el primer conjunt de coeficients tècnics de les taules input-output. A partir d'aquest moment es va interessar pels models estadístics i l'econometria, i durant més de quaranta anys, al costat de Paul Samuelson, va treballar en diverses teories sobre la programació lineal (1958) o la corba de Phillips (1960).
El factor clau per a assolir el creixement econòmic és el progrés tècnic, que determina els salaris reals. El seu model de creixement neoclàssic és un model clarament dinàmic on l'estalvi ocupa un important paper. L'any 1987 fou guardonat amb el Premi del Banc de Suècia d'Economia en memòria d'Alfred Nobel «pels seus treballs sobre la teoria del creixement econòmic».